# IC 397
IC 397 је група звијезда у сазвјежђу Кочијаш која се налази на листи објеката дубоког неба у Индекс каталогу.
Деклинација објекта је + 40° 25' 30" а ректасцензија 5h 1m 6,5s.